# Бульци
Бульци (итал. Bulzi) — коммуна в Италии, располагается в регионе Сардиния, в провинции Сассари.
Население составляет 634 человека (2008 г.), плотность населения составляет 29 чел./км². Занимает площадь 22 км². Почтовый индекс — 7030. Телефонный код — 079.
Покровителем коммуны почитается святой мученик Себастьян, празднование 20 января.

## Демография

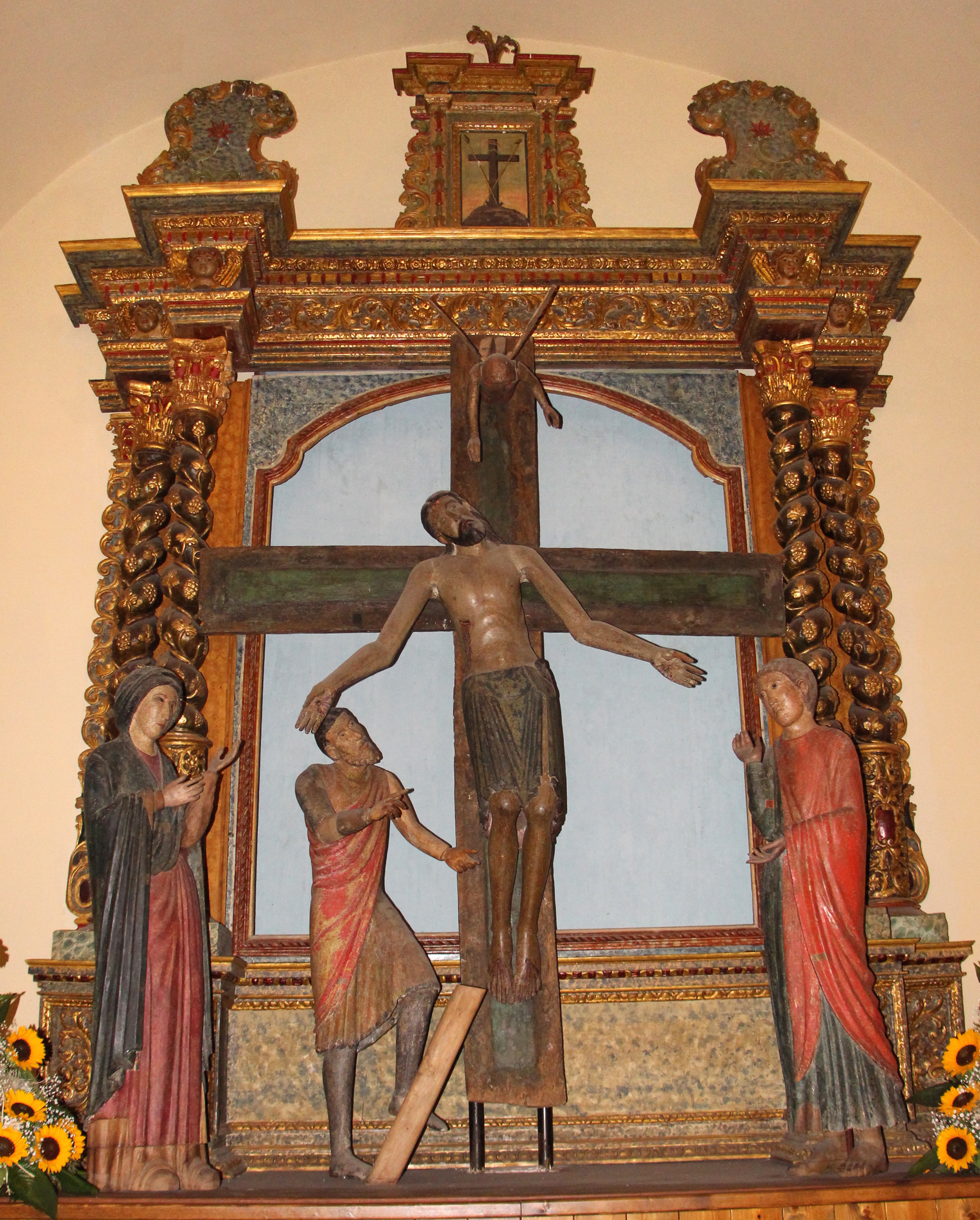
Бульци: Снятие с Креста

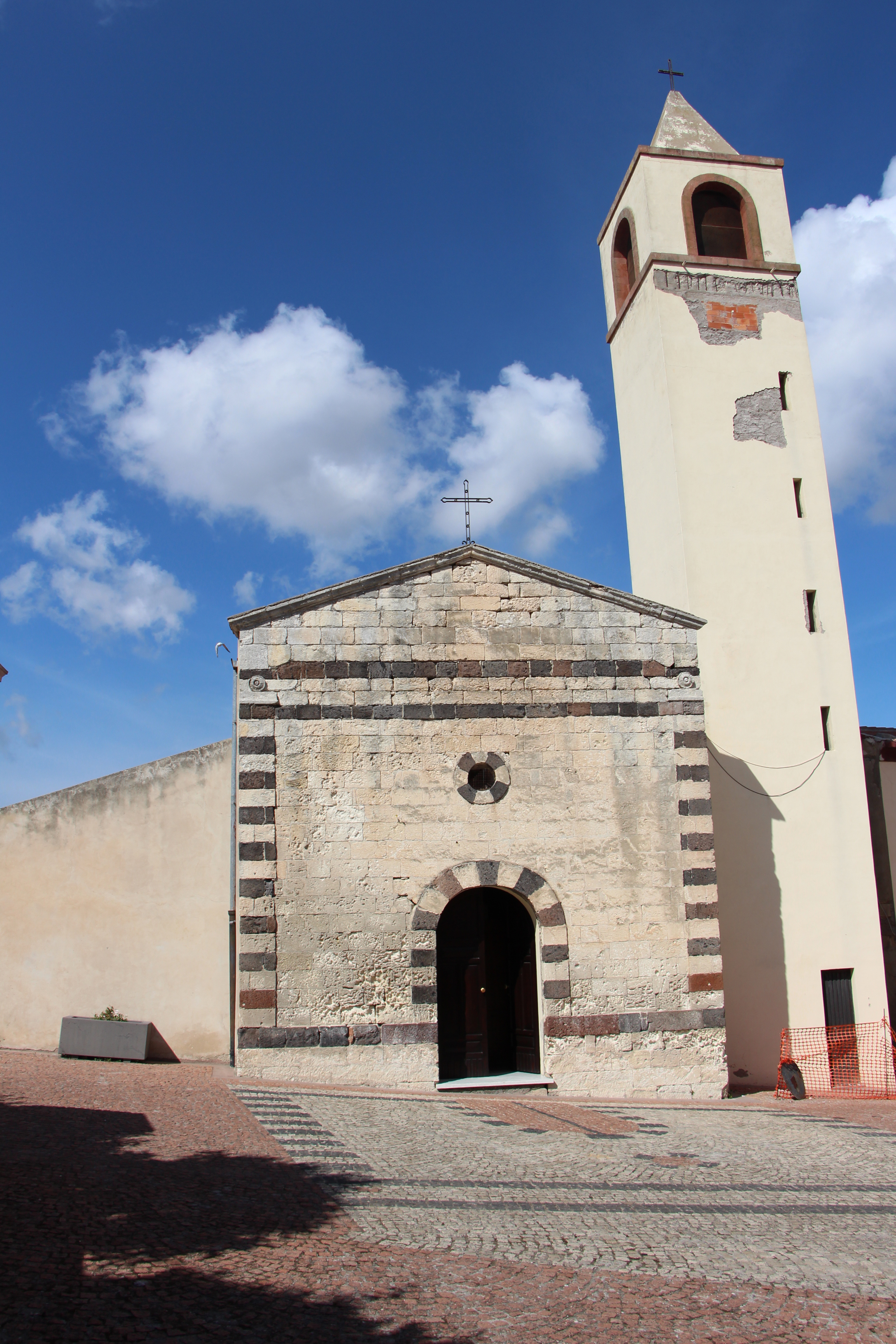
Бульци: Храм святого Себастьяна

Динамика населения:

## Администрация коммуны
- Официальный сайт: